# Supremacy
«Supremacy» (en català, supremacia) és el quart senzill del sisè àlbum d'estudi The 2nd Law de la banda de rock alternatiu Muse, escrita per Matthew Bellamy. És el primer tema de l'àlbum, i va ser editat com a senzill el 25 de febrer de 2013. La banda va interpretar la cançó amb una orquestra i cor als BRIT Awards 2013 el 20 de febrer de 2013.

## Vídeo musical
El videoclip va ser llançat el 2 de febrer de 2013 a través del lloc web de NME. El 8 de febrer de 2013 el videoclip per a «Supremacy» va pujar-se al canal oficial de YouTube de Muse. El vídeo fou gravat a Los Angeles, EUA El vídeo està format per dues parts: Muse tocant la cançó per un costat, i per l'altre, consta d'alguns nois amb la cara pintada practicant esports extrems com BMX y surf.
El significat rere el vídeo, citant a Matt, és:
| « | «SUPREMACY… una escena terrorífica de la humanitat perdent la seva supremacia sobre la Tierra “a mesura que s'han aixecat” i l'escassetat d'energia causa la desesperació global | » |

## Llista de cançons
| 1. | «Supremacy» (Live from the BRITs 2013) | 4:47 |

| 1. | «Supremacy» (Radio Edit)    | 3:40 |
| 2. | «Supremacy» (Album Version) | 4:55 |

## Posicionament a les llistes

### Setmanals
| Llista (2013)                         | Millor posició |
| ------------------------------------- | -------------- |
| UK Rock (The Official Charts Company) | 2              |
| US Rock Songs (Billboard)             | 39             |